# Шевель Юрій Миколайович
Юрій Миколайович Шевель (нар. 29 січня 1988, Петропавлівська-Борщагівка, Київська область, УРСР) — український футболіст, нападник аматорського клубу «Музичі».

## Клубна кар'єра
Вихованець київських клубів «Динамо» та «Локомотив-МСМ-ОМІКС», кольори яких захищав у юнацьких чемпіонатах України (ДЮФЛУ). Футбольну кар'єру розпочав 11 квітня 2005 року в складі київського «Динамо-3». У 2007 році виступав у другій команді «динамівців». Влітку 2008 року виїхав до Угорщини, де виступав у клубах «Ньїредьгаза» та «Капошвольги». На початку 2012 року став гравцем ФК «Одеса». Влітку 2012 року виїхав до Молдови, де став гравцем «Олімпії» (Бєльці). У липні 2013 року був орендований кишинівською «Дачією», в якій виступав до кінця року. Влітку 2014 року залишив клуб з Бєльців. А 5 лютого 2015 року працевлаштувався в «Гурії» (Ланчхуті), в якій виступав протягом півроку. 3 березня 2016 року перейшов до «Зугдіді», в якому виступав до кінця червня 2016 року. У 2017 році перейшов до відродженої сімферопольської «Таврії», але вже наприкінці вересня того ж року сторони вирішили припинити співпрацю. Після цього виступав на аматорському рівні.

## Кар'єра в збірній
Виступав у юнацькій збірній України різних вікових категорій (від U-16 до U-19). У 2008 році зіграв 1 матч у футболці молодіжної збірної України.

## Досягнення

### Клубні
- Перша ліга чемпіонату України
  -  Бронзовий призер (1): 2007